# 近藤隆之 (地方公務員)
近藤 隆之（こんどう たかゆき、別表記: 近藤 隆之、1951年または1952年 - ）は、日本の地方公務員、海事実業家。愛知県建設部長、名古屋港管理組合副専任管理者を歴任。瑞宝小綬章受章。

## 人物・経歴
三重大学農学部卒業。1975年 愛知県庁採用、同県建設部道路建設課長、同県道路監、同県技監。2011年 (平成23年) 1月 川西寛の後任として同県建設部長。2013年3月 平井雄二を後任として同職、愛知県庁退職。同年6月 名古屋港管理組合副専任管理者。同組合の実務トップである同職に国出身者以外が就任するのは初めてだった。名古屋コンテナ埠頭株式会社代表取締役社長。2016年4月 同社が名古屋港埠頭会社と合併し、代表取締役副社長。

## 栄典
- 2022年 令和4年春の叙勲で地方自治功労により瑞宝小綬章を受章[1]